# Mononychellus hispidosetus
Mononychellus hispidosetus är en spindeldjursart som först beskrevs av Johann Georg Beer och Lang 1958.  Mononychellus hispidosetus ingår i släktet Mononychellus och familjen Tetranychidae. Inga underarter finns listade i Catalogue of Life.